# سفارة أوكرانيا في كوريا الجنوبية
سفارة أوكرانيا في كوريا الجنوبية هي أرفع تمثيل دبلوماسي لدولة أوكرانيا لدى كوريا الجنوبية. تقع السفارة في سول وهي تهدف لتعزيز المصالح الأوكرانية في كوريا الجنوبية.

## وصلات خارجية
- الموقع الرسمي
- قائمة سفارات أوكرانيا
- قائمة السفارات في كوريا الجنوبية